# 국제 항공 그룹
국제 항공 그룹(영어: International Airlines Group)은 영국의 영국항공과 스페인의 이베리아 항공으로 공동으로 경영하는 항공 회사로 2011년 1월부터 정식으로 그룹이 발족하게 되었다.

## 역사

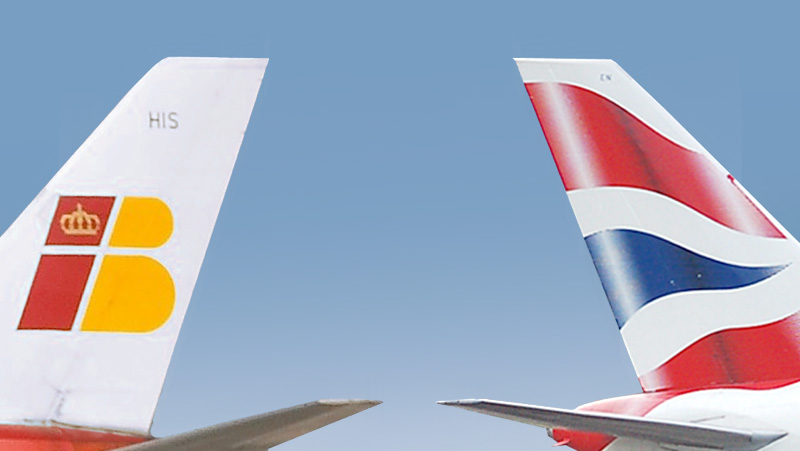
영국항공과 이베리아 항공의 기체 꼬리

영국항공과 이베리아 항공은 모두 항공 동맹인 원월드에 가맹하고 있지만, 스타얼라이언스의 중심 멤버로 유럽 최대의 항공 회사인 루프트한자와 스카이팀의 에어프랑스-KLM에 대항하기 위해 통합을 진행해 2009년 11월 12일에 합병을 합의했다. 그룹의 명칭은 국제 항공 그룹으로, 2010년 4월 8일에 경영 통합이 정식 결정했다. 하지만 통합 후에도 영국항공과 이베리아 항공의 브랜드는 그대로 유지된다.
국제 항공 그룹의 본사는 이베리아 항공의 본사 소재지인 마드리드에 있다. 하지만 본사 기능의 대부분은 영국항공의 본사 소재지인 런던에 놓여질 예정이다. 또한 신 회사의 출자 비율은 영국항공 55%, 이베리아 항공 45%로 되어 있다.
현재 국제 항공 그룹 전체로 여객기 420대를 보유하고 있으며, 전 세계의 205개 도시에 취항하고 있다. 취항 매출은 연간 약 150억 유로로, 항공사 중 취항 매출이 세계 항공사 중 3위로 알려져 있다.
통합 완료부터 5년 후의 시점에서 연간 약 4억 유로의 통합 효과를 전망하고 있으나, 통합 완료에 즈음해서는 양 회사의 주주 및 유럽 위원회의 승인과 영국항공의 연금 플랜에 대해 이베리아 항공에 동의 하는 것이 조건으로 되어 있다.
2011년 1월 24일에 영국 런던 시장에서 주식 거래가 개시되어 시가총액으로 에어프랑스-KLM를 뽑으면서 루프트한자에 강요하게 되었다.
2012년 4월에 루프트한자로부터 BMI, BMI 베이비, BMI 리저널을 인수한데 이어 유럽발 금융 위기로 경영난을 겪고 있는 AMR 코퍼레이션을 델타 항공, TPG 캐피탈, US 에어웨이스와 함께 인수 및 합병하는 안이 검토되었다.
2015년 5월에는 아일랜드의 에어링구스를 인수했다.
2019년 11월에는 이베리아 항공의 경쟁 국적사인 에어 유로파를 10억 유로에 인수하려 시도했지만 2024년 8월 유럽연합의 견제로 자진 포기했다.

## 전체 지분 소유사

### 이베리아 항공그룹
- 이베리아 항공
- 이베리아 리저널
  - 에어 노스트룸
- 이베리아 익스프레스

### 에어링구스그룹
- 에어링구스
- 에어링구스 리저널

### 영국항공그룹
- 영국항공
- BA 시티플라이어

### 유럽지역
- 오픈스카이스 (프랑스 항공사)

## 반소유 항공사

### 아프리카지역
- 컴에어 (남아프리카공화국 항공사)
- 로얄 에어 모로코 (모로코 항공사)

### 유럽지역
- 선에어 오브 스칸디나비아 (덴마크 항공사)
- 부엘링 항공 (스페인 항공사)
- 플라이비 (영국 항공사)